# Darialkløften
Darialkløften (georgisk: დარიალის ხეობა, Darialis Kheoba; russisk: Дарьяльское ущелье; ossetisk: Арвыком, Arvykom; ingusjisk: Даьра Аьле, Dära Äle; Tjetjensk: Теркан чӀаж, Terkan ch'azh) er en flodkløft på grænsen mellem Rusland og Georgien. Det er ved den østlige base af bjerget Kazbek, syd for det byen Vladikavkaz . Kløften blev dannet af floden Terek og er cirka 13 km lang. De stejle granitvægge i kløften kan nogle steder være op til 1.800 meter høje.

## I historien
Darial stammer fra Dar-i Alān (در الان) betyder "Alanernes Port" på persisk . Alanerne holdt landene nord for passet i de første århundreder e.Kr. Det er blevet befæstet i oldtiden af romerne og perserne; befæstningen var forskelligt kendt som de iberiske porte  eller de kaukasiske porte.  Passet er nævnt i de georgiske annaler under navnene Drialani; Strabo kalder den Porta Caucasica og Porta Cumana; Ptolemæus, Fortes Sarmatica; det var undertiden kendt som Porta Caucasica og Portae Caspiae (et navn, der også blev givet på "porten" eller passet ved siden af Det Kaspiske Hav ved Derbent); og tatarerne kalder det Darioly.
Josephus skrev, at Alexander den Store byggede jernporte ved et uspecificeret pas, som nogle latinske og græske forfattere identificerede med Darial.
Darialpasset faldt i Sassanidernes hænder i 252-253, da Sassanideriget erobrede og annekterede Iberia. Kontrollen af Darialpasset skiftede til det Vesttyrkiske Khaganate i 628, da Tong Yabgu Kagan underskrev en traktat med Iberia, der overførte kontrollen over alle dets byer og fæstninger til Kaganatet og etablerede frihandel. Kontrol af Darialpasset skiftede til det arabiske Rashidun kalifat i 644. Bagefter blev det kontrolleret af kongeriget Georgien . Der var et kamppunkt mellem Ilkhanatet og Den Gyldne Horde, dengang indirekte kontrolleret af safaviderne og Qajar-staten,  indtil det blev erobret af det russiske imperium efter annekteringen af Kongeriget Georgien i 1801-1830. Det forblev en strategisk russisk forpost under russisk kontrol indtil opløsningen af Sovjetunionen.

## Betydning
Darialpasset var historisk vigtigt som en af kun to passager gennem Kaukasus-bjergkæden, den anden var Alexanders porte ved Derbent. Som et resultat har Darial Gorge været befæstet siden mindst 150 f.Kr. Ruinerne af en gammel fæstning er stadig synlige. Passet tjente som et knudepunkt for mange veje, der forbinder det nordlige og sydlige Kaukasus.
Det russiske fort, Darial, som bevogtede denne del af den Georgiske militærvej, blev bygget i den nordlige ende af kløften i en højde af 1.447 moh.  
Kløften er blevet udødeliggjort i russisk poesi, især af Lermontov i Dæmonen.